# Michael Mortensen
Michael Mortensen (Glostrup, 12 de marzo de 1961) es un extenista danés, profesional entre 1984 y 1994. Ha sido miembro del equipo de Copa Davis de Dinamarca en 22 ocasiones entre 1979 y 1990, consiguiendo un balance de 11-13 en dobles y de 12-14 en individuales. Su mejor ranking ATP dobles fue el 34.
Tras dejar el tenis como jugador, fue entrenador, siendo el capitán del Equipo de Fed Cup de Dinamarca en 2011. Entre los jugadores que ha entrenado destaca la china Li Na, que ganó el Roland Garros 2011 bajo su tutela.

## Finales disputadas

### Dobles: 12 finales (5 títulos, 7 finalista)
| Resultado | N.º | Fecha | Torneo                      | Superficie | Pareja            | Rivales en la final            | Marcador      |
| --------- | --- | ----- | --------------------------- | ---------- | ----------------- | ------------------------------ | ------------- |
| Campeón   | 1.  | 1984  | Niza, Francia               | Tierra     | Jan Gunnarsson    | Hans Gildemeister Andrés Gómez | 6–1, 7–5      |
| Campeón   | 2.  | 1984  | Båstad, Suecia              | Tierra     | Jan Gunnarsson    | Juan Avendaño Fernando Roese   | 6–0, 6–0      |
| Campeón   | 3.  | 1984  | Ginebra, Suiza              | Tierra     | Mats Wilander     | Libor Pimek Tomáš Šmíd         | 6–1, 3–6, 7–5 |
| Campeón   | 4.  | 1984  | Toulouse, Francia           | Dura (i)   | Jan Gunnarsson    | Pavel Složil Tim Wilkison      | 6–4, 6–2      |
| Finalista | 1.  | 1985  | Barcelona, España           | Tierra     | Jan Gunnarsson    | Sergio Casal Emilio Sánchez    | 3–6, 3–6      |
| Finalista | 2.  | 1987  | Monte Carlo, Mónaco         | Tierra     | Mansour Bahrami   | Hans Gildemeister Andrés Gómez | 2–6, 4–6      |
| Finalista | 3.  | 1988  | Lyon, Francia               | Moqueta    | Blaine Willenborg | Brad Drewett Broderick Dyke    | 6–3, 3–6, 4–6 |
| Finalista | 4.  | 1988  | Stuttgart Outdoor, Alemania | Tierra     | Anders Järryd     | Sergio Casal Emilio Sánchez    | 6–4, 3–6, 4–6 |
| Finalista | 5.  | 1988  | Rye Brook, Estados Unidos   | Hard       | Jeremy Bates      | Andrew Castle Tim Wilkison     | 6–4, 5–7, 6–7 |
| Campeón   | 5.  | 1989  | Lyon, Francia               | Moqueta    | Eric Jelen        | Jakob Hlasek John McEnroe      | 6–2, 3–6, 6–3 |
| Finalista | 6.  | 1990  | Stuttgart Indoor, Alemania  | Moqueta    | Tom Nijssen       | Jakob Hlasek Guy Forget        | 3–6, 2–6      |
| Finalista | 7.  | 1990  | Toulouse, Francia           | Dura (i)   | Michiel Schapers  | Neil Broad Gary Muller         | 6–7, 4–6      |